# Lyriq Bent
Lyriq Bent é um ator de cinema e televisão jamaicano naturalizado canadense, conhecido pela sua atuação na série de filmes de terror Saw como o tenente Daniel Rigg.

## Carreira
Depois de se formar na faculdade, Lyriq Bent começou sua carreira como um técnico de computação gráfica. Sua atuação nessa área, no entanto, teve vida curta como ele decidiu se tornar um ator. Desde então, ele teve numerosos filmes e aparições na televisão. Suas principais atuações aconteceram na série de filme Saw.